# Korrespondentieblad
Het Korrespondentieblad was een Belgisch tijdschrift dat maandelijks verscheen en uitgegeven werd door de Syndikale Kommissie (SK) van de Belgische Werkliedenpartij (BWP).

## Geschiedenis
De eerste editie verscheen vijf jaar na de oprichting van de Syndikale Kommissie onder de naam Journal des Correspondances in juni 1903.
Aanvankelijk verscheen het ledenblad uitsluitend in het Frans, gezien de geringe populariteit van de socialistische vakbond in die periode in Vlaanderen. Na verloop van tijd werd deze lacune opgevangen door de publicatie van één Nederlandstalige pagina in elke editie. Vanaf 1907 verscheen er maandelijks een volwaardige Nederlandstalige editie.
Het blad berichtte in hoofdzaak over de interne werking van de syndikale Kommissie en de toenmalige socialistische visie op binnen- en buitenlands nieuws. Daarnaast bevatte het tijdschrift opiniestukken van de kopstukken van de toenmalige socialistische beweging zoals Camille Huysmans, Emile Vandervelde en Louis de Brouckère.
De laatste editie verscheen in juni 1914 bij het uitbreken van de Eerste Wereldoorlog.
Na afloop van WOI werd de publicatie verdergezet onder de titel De Belgische Vakbeweging.